# 양평 대성사 아미타불회도
양평 대성사 아미타불회도(楊平 大成寺 阿彌陀佛會圖)는 대한민국 경기도 양평군 지평면 대성사에 있는 대한제국시대의 불화이다. 2013년 11월 12일 경기도의 문화재자료 제168호로 지정되었다.

## 참고 자료
- 양평 대성사 아미타불회도 - 국가유산청 국가유산포털